# تريفور فرانسيس
تريفور فرانسيس (بالإنجليزية: Trevor Francis)‏، من مواليد 19 ابريل 1954 في بليموث في إنجلترا، لاعب كرة قدم إنجليزي سابق ومدرب كرة قدم إنجليزي سابق. لعب مع منتخب إنجلترا لكرة القدم.

## الوفاة
توفي تريفور فرانسيس في 24 يوليو 2023 عن عمر ناهز التاسعة والستين.

## روابط خارجية
- تريفور فرانسيس على موقع الاتحاد الأوربي (الإنجليزية)
- تريفور فرانسيس على موقع قاعدة بيانات كرة القدم.إي يو (الإنجليزية)
- تريفور فرانسيس على موقع ناشيونال فوتبول تيمز (الإنجليزية)
- تريفور فرانسيس على موقع Soccerbase.com (لاعب) (الإنجليزية)
- تريفور فرانسيس على موقع Soccerbase.com (مدرب) (الإنجليزية)
- تريفور فرانسيس على موقع عالم كرة القدم.نت (الإنجليزية)
- تريفور فرانسيس على موقع كووورة